# M/S Ran (1913)
För andra betydelser, se Ran (olika betydelser).

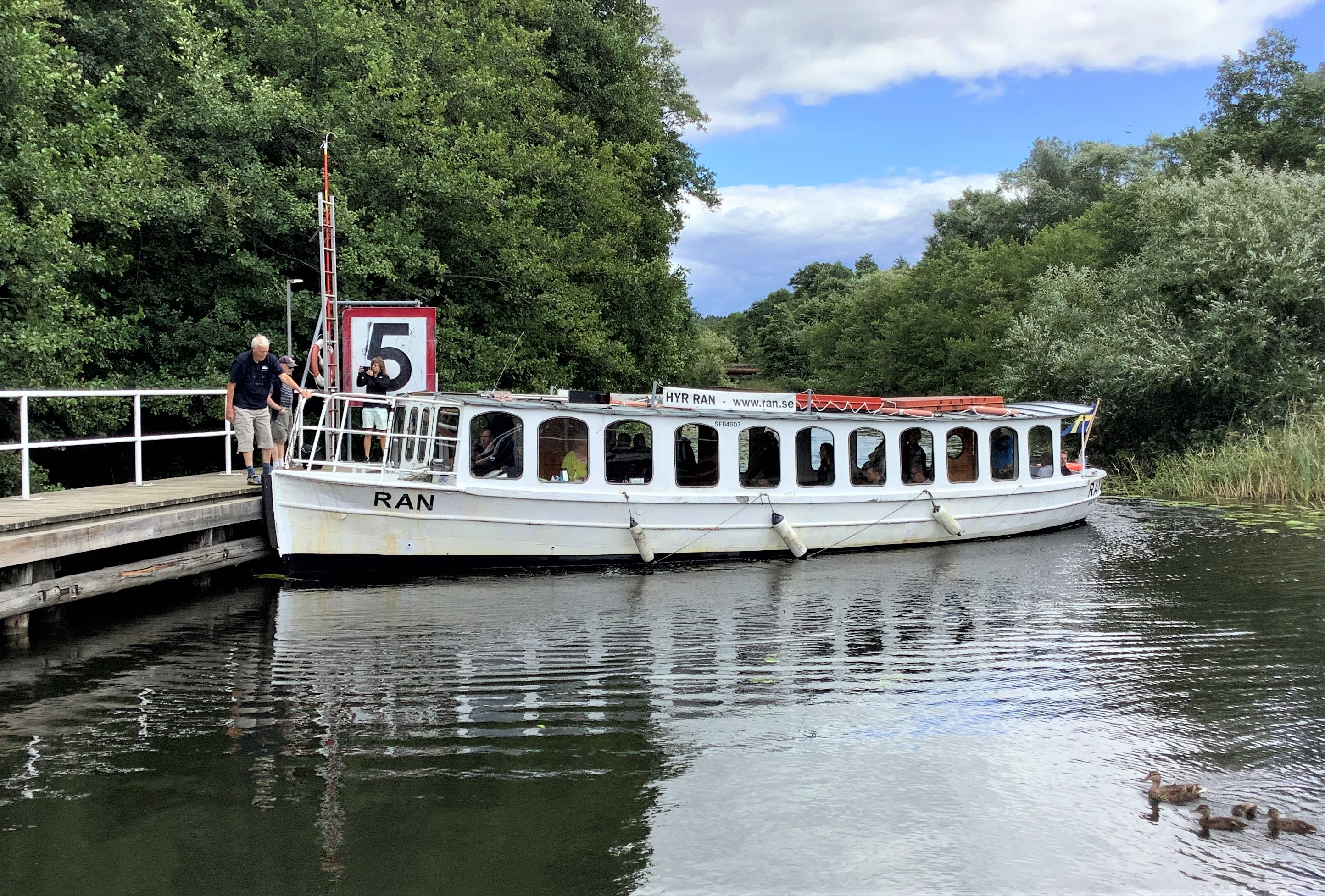
M/S Ran vid Sickla sluss, i avvaktan på slussning.

M/S Ran är en motorslup byggd 1913 i Saltsjöbaden utanför Stockholm. Sedan 2001 bedriver hon begränsad trafik sommartid i farleden som går mellan Hammarby sjö och Nacka genom Sickla sluss.

## Historik
Ran byggdes som en av flera slupar 1913 av Saltsjöbadens båtvarv i Saltsjöbaden på ett skrov från Kollin & Ström AB i Borlänge. Till skillnad från många samtida passagerarfartyg var fartygen motorslupar och har alltså aldrig haft en ångmaskin. Från början hette fartyget Skogsö, men fick sitt nuvarande namn 1914 då hon inköptes av Waxholmsbolaget. Ran upprätthöll bland annat trafik mellan Vaxholm och Badholmen. Hon kvarstod i bolagets ägo till 1980 och kom därefter att ägas av ett antal olika privata ägare fram till 1991, då hon inköptes av Gunnar Rosberg, som hade arbetat med att rädda Sickla sluss och letade efter ett fartyg som klarade kraven för att rymmas i det begränsade utrymmet i slussen.

## Bilder

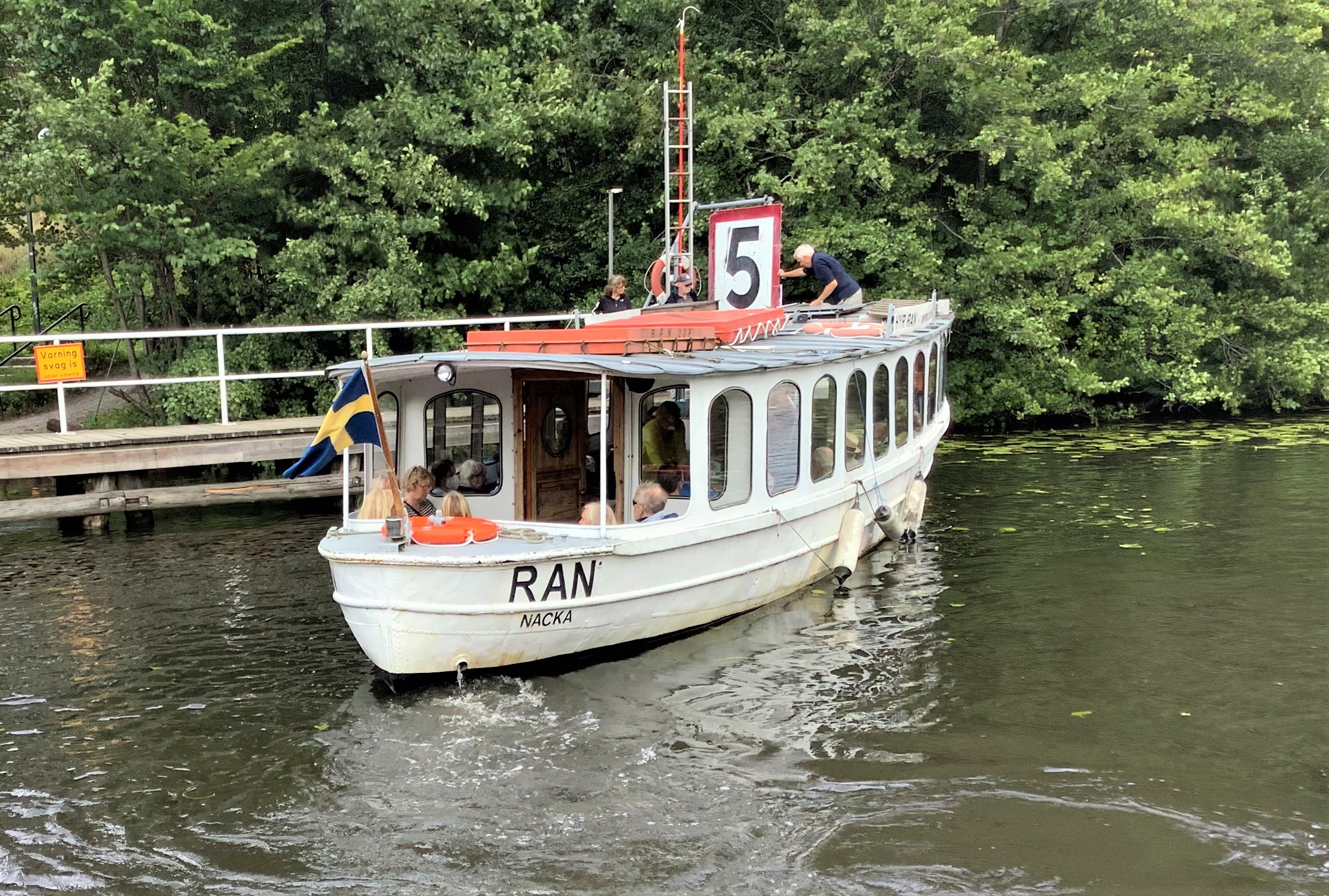
Ran på väg in i Sickla sluss.
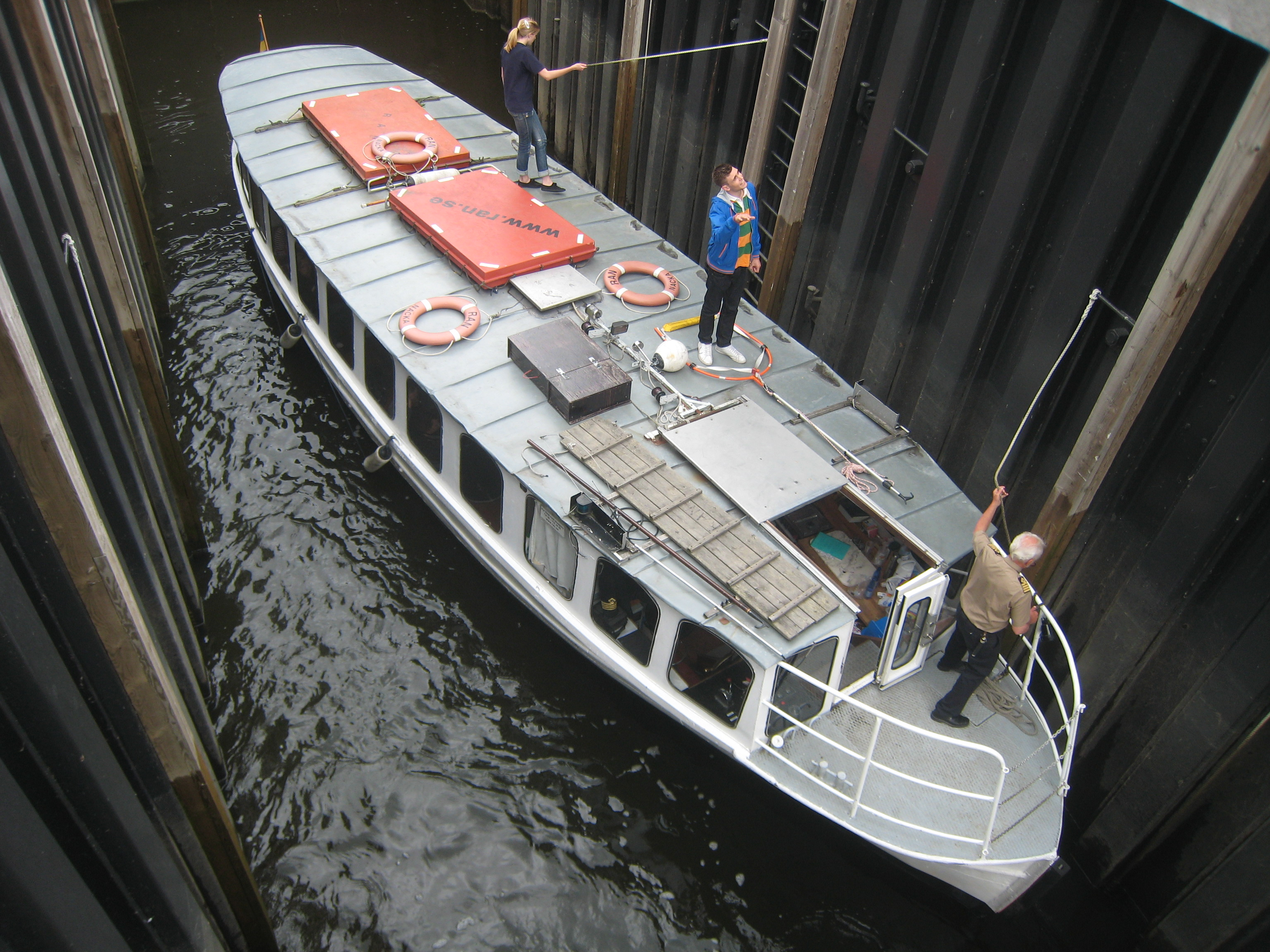
Ran i den nedre slussen på Sickla sluss.
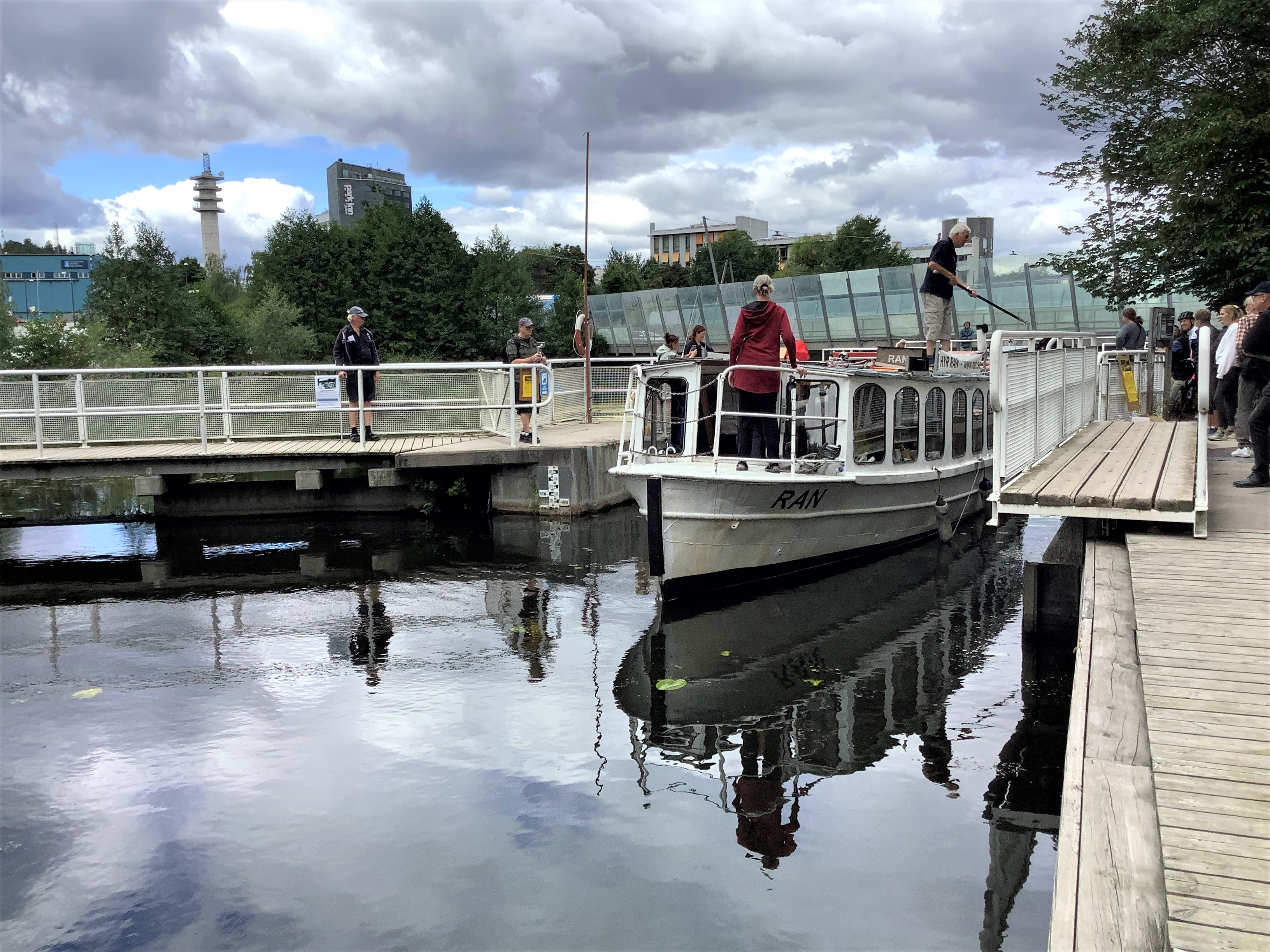
Ran på väg ut i Sicklasjön.
- Ran på väg ut i Sicklasjön.